# Tuponia mixticolor
Tuponia mixticolor ist eine Wanzenart aus der Familie der Weichwanzen (Miridae).

## Merkmale
Die Wanzen werden 2,5 bis 3,6 Millimeter lang. Die Arten der Gattung Tuponia besitzen blasse Schienen (Tibien), die lange, dunkle Sporne tragen, die aus kleinen schwarzen Punkten entspringen. Tuponia mixticolor besitzt rötlich-braun gescheckte Hemielytren und hat ein Schildchen (Scutellum), dessen vorderer Teil orange-braun gefärbt ist.

## Vorkommen und Lebensraum
Die Art kommt fast im gesamten Mittelmeerraum, einschließlich Nordafrika vor. Seit 2006 gibt es auch Nachweise aus Slowenien. Aus Deutschland ist die Art, wie auch Tuponia brevirostris seit 2007 aus Rheinland-Pfalz nachgewiesen, wo sie teilweise gemeinsam mit dieser Art auftritt. Die Art wurde 1979 erstmals in England nachgewiesen und ist mittlerweile an der Südküste, sowie der Küste von East Anglia und mittlerweile auch in London an Tamarisken (Tamarix) nachgewiesen.

## Lebensweise
Die Wanzen treten vermutlich in zwei Generationen von Juni bis September auf.

## Belege